# هی ماما (ترانه دیوید گتا)
«هی ماما» (انگلیسی: Hey Mama) یک ترانهٔ ضبط شده توسط دی‌جی و تهیه کنندهٔ موسیقی فرانسوی، دیوید گتا با خوانندگی رپر آمریکایی-ترینیدادی نیکی میناژ و خواننده-ترانه‌سرای آمریکایی بی‌بی رکسا و تهیه کنندگی مشترک دی‌جی و تهیه کنندهٔ آلمانی افروجک است. این ترانه در ۱۶ مارس ۲۰۱۵ منتشر شد و چهارمین تک‌آهنگ از ششمین آلبوم استودیویی دیوید گتا است.